# Thăm dò phóng xạ
Các Phương pháp thăm dò phóng xạ là nhóm các phương pháp của Địa vật lý Thăm dò, thực hiện đo đạc các bức xạ của đất đá, nhằm xác định sự có mặt của các nguyên tố có đồng vị phóng xạ trong đất đá. Những nguyên tố này phân bố khác nhau trong các khoáng vật và loại đất đá, và các đo đạc cho phép phân chia đất đá về thành phần tính chất và trạng thái.
Phương pháp được ứng dụng trong khảo sát bản đồ địa chất, tìm kiếm quặng phóng xạ, đánh giá mức độ phóng xạ trong khảo sát địa chất môi trường.
Tại Việt Nam phần lớn các phương pháp này đã được đã được quy chuẩn trong Tiêu chuẩn Quốc gia do Bộ Khoa học và Công nghệ công bố trong Quyết định Số 2755/QĐ-BKHCN ngày 12/10/2012. Lưu trữ ngày 10 tháng 9 năm 2014 tại Wayback Machine.

## Cơ sở phương pháp
Trong đất đá tự nhiên có mặt các nguyên tố phóng xạ với các đặc trưng riêng biệt. Bố trí quan sát thích hợp sẽ xác định được sự có mặt và phân bố của chúng.
- Kali trong đất đá tự nhiên ở vỏ Trái Đất có hàm lượng dao động từ 0,1 - 5%. Trong đá loại biotit mica muscovit... có hàm lượng cỡ 2,5%, còn trong muối mỏ kali như sylvit, carnallit,... thì trên 10%. Kali có một đồng vị phóng xạ 40K, chiếm 0,012% trong kali tự nhiên, có chu kỳ bán rã 1,25 tỷ năm và phân rã thành 40Ar (11,2%) bằng cách bắt điện tử và bằng bức xạ positron, cũng như phân rã thành đồng vị ổn định 40Ca (88,8%) bằng phân rã beta, phát tia gamma năng lượng đơn 1,46 MeV.
- Urani là nguyên tố phóng xạ. Urani trong đất đá tự nhiên có hàm lượng 1 - 10ppm, với 3 đồng vị là 238U (99,284%), 235U (0,711%), 234U (0,0058%). Chu kỳ bán rã của 238U là khoảng 4,47 tỉ năm và của 235U là 704 triệu năm, do đó nó được sử dụng để xác định tuổi của Trái Đất. Họ phân rã 238U có tổng cộng 18 nguyên tố và kết thúc ở đồng vị chì 206Pb.
- Thori là nguyên tố phóng xạ. Thori trong đất đá tự nhiên có hàm lượng 3 - 30ppm, chủ yếu là 232Th. Chu kỳ bán rã của 232Th là 14,05 tỉ năm. Họ phân rã 232Th có 12 nguyên tố và kết thúc ở đồng vị chì 208Pb.
- Radon là sản phẩm phân rã của Urani và Thori. Nó là chất khí, đọng lại trong đá hoặc thoát lên từ lòng đất sâu theo các khe hở của các đứt gãy còn đang hoạt động. Khi khai thác và sử dụng đá có hàm lượng phóng xạ cao như granite để làm nhà thì khí Radon thoát ra và có thể đọng lại trong nhà gây ung thư phổi.

Các phương pháp chiếu xạ thì thực hiện chiếu tia gamma, neutron vào đất đá, và đo bức xạ gamma từ các hạt nhân bị biến đổi. Vì lý do an toàn phóng xạ, chúng chỉ được thực hiện trong hố khoan.

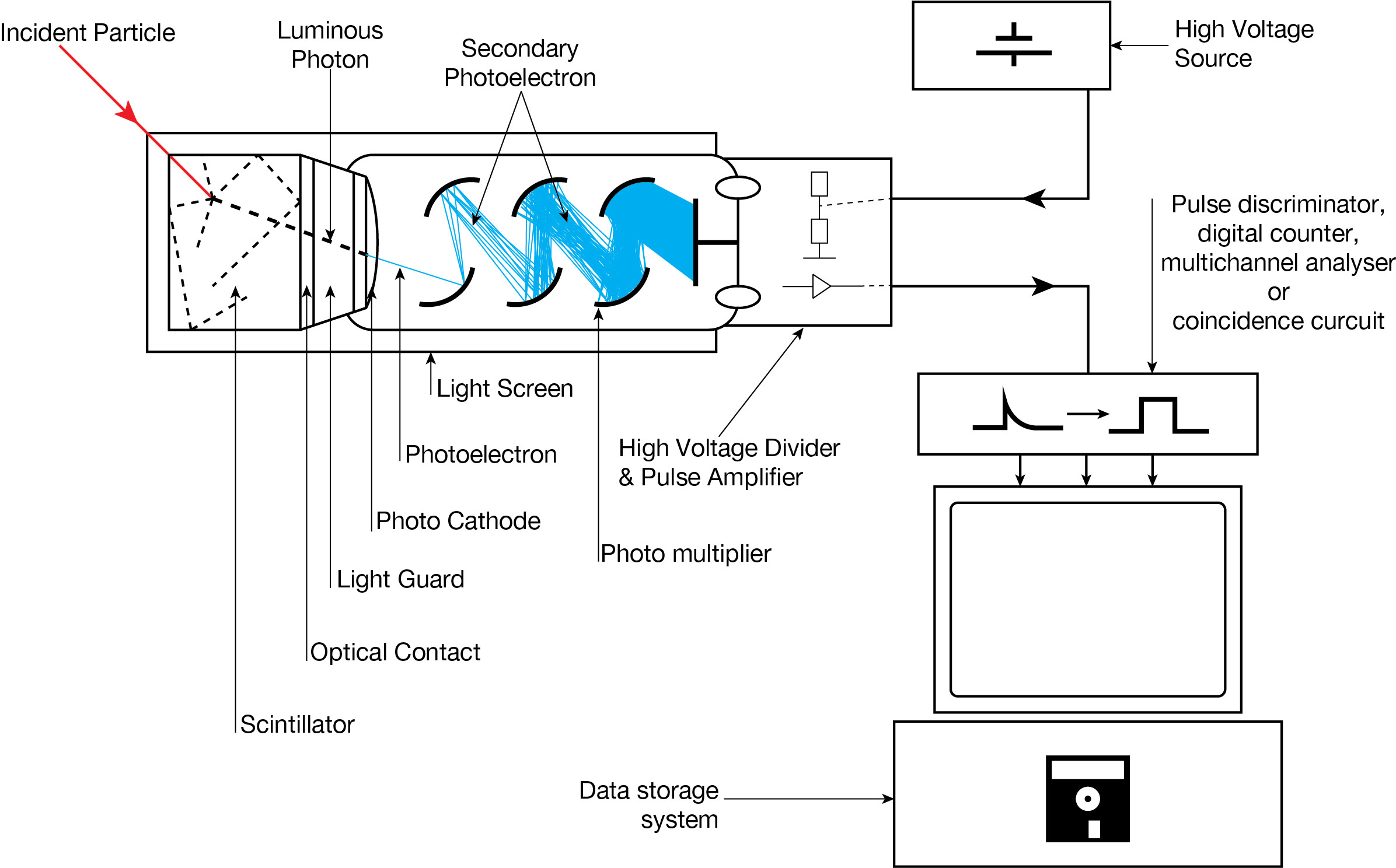
Sơ đồ hệ đo dùng Detector nhấp nháy

## Máy đo
Các máy đo trong thăm dò địa vật lý kế thừa thành tựu của điện tử hạt nhân, được thu gọn để thích hợp với hoàn cảnh đo di động. Thành phần cơ bản của máy gồm có 3 khối.
- Detector, là một loại cảm biến thực hiện chuyển bức xạ thành tín hiệu xung điện.
- Phân tích biên độ xung, thực hiện tách xung ứng với năng lượng bức xạ quan tâm.
- Khối Đếm xung, lưu trữ, hiển thị kết quả.

Các máy đo đường bộ có thể tích hợp định vị GPS để có tọa độ điểm đo.

### Detector
Detector là đầu dò thu nhận bức xạ và chuyển đổi thành xung điện có biên độ tỷ lệ với năng lượng hạt bức xạ. Có nhiều loại và kiểu Detector , tuy nhiên các máy đo thăm dò phóng xạ hiện dùng Detector nhấp nháy, với kết cấu gồm có hai phần:
- Tinh thể dò, làm bằng khối vật chất có khả năng bắt giữ bức xạ và chuyển đổi sang photon của ánh sáng theo hiệu ứng Compton.
- Đèn nhân quang điện tiếp nhận photon và chuyển đổi sang điện tích theo hiệu ứng quang điện, và khuếch đại lượng điện tích này lên đến mức đủ lớn.

Hai kiểu tinh thể dò được dùng trong thăm dò:
- NaI(Tl) hay sodium iodide hoạt hóa bằng thalli, là chất hút ẩm mạnh.[3]
- BGO hay bismuth germanate Bi4Ge3O12, là chất rắn không tan, không hút ẩm.

Khi bức xạ tương tác với tinh thể dò, sẽ làm phát sinh ánh sáng với số lượng photon tỷ lệ với năng lượng bức xạ. Tinh thể dò được gắn vào đầu đèn nhân quang điện (Photomultiplier Tube, PMT). Photon đập vào photocathode sẽ làm bật ra các điện tử theo Hiệu ứng quang điện. Sau đó dòng điện tử được nhân lên ở các dynode, cho ra ở anode là xung điện đủ lớn để khuếch đại và phân tích biên độ bằng mạch điện tử.
Các máy dùng trong thăm dò sử dụng PMT được thiết đặt thích hợp sao cho xung trong dải năng lượng 0 - 3 MeV là tuyến tính.

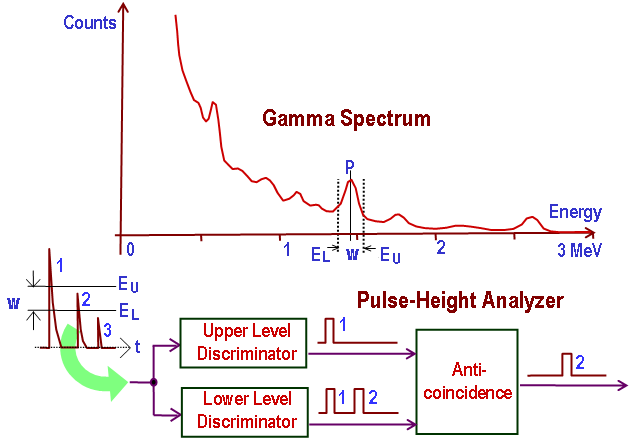
Phân tích biên độ xung phóng xạ

### Phân tích biên độ xung
Nguyên lý Phân tích biên độ xung khá đơn giản. Xung được đưa tới hai mạch so sánh (Comparator): so ngưỡng dưới của cửa sổ EL (Lower Level) và so ngưỡng trên EU (Upper Level). Ngõ ra của hai mạch đưa tới mạch đối trùng (Anticoincidence), loại trừ những xung cao hơn ngưỡng trên để cho ra xung chỉ trong dải EL ≤ E < EU.
Tuy nhiên duy trì sự ổn định cao cho hệ thống, gồm hệ số khuếch và giá trị ngưỡng, là nỗ lực của nhiều thế hệ chế tạo máy đo.
Trước đây các máy phân tích phổ đa kênh trong phòng thí nghiệm hoạt động theo cách này, ví dụ máy 1024 kênh thì bố trí 1024 bảng mạch với các cửa sổ hẹp và ngưỡng chỉnh nối tiếp nhau. Nó dẫn đến tên gọi "kênh" (Channel) và là kênh điện tử thật sự.
Ngày nay cách phân tích này chỉ duy trì trong hệ phân tích ít kênh, như trong máy đo tổng (1 kênh) và đo phổ kiểu cổ truyền (4 kênh) của thăm dò hay điều tra phóng xạ,... có độ rộng W trùm lên dải phổ quan tâm.
Những thiết bị đa kênh hiện đại dùng chip ADC nhanh số hóa mức đỉnh xung, và dùng phần mềm trong chip điều khiển để tách ra những xung nằm trong cửa sổ quan tâm. Ví dụ Gamma Surveyor  là loại "512-channel gamma-ray spectrometer" dùng trong đo phổ gamma trong khảo sát địa chất. Tức nhiên là "channel" dùng để chỉ mức giá trị số hóa mà thôi. Thiết kế đa kênh như vậy làm cho máy thích nghi tốt cho việc khảo sát các đồng vị khác trong vùng có ô nhiễm phóng xạ.

## Nội dung các phương pháp

### Đo tổng gamma tự nhiên
Đo tổng gamma tự nhiên thực hiện đo bức xạ gamma trong dải năng lượng bức xạ 0,4 - 2,8 MeV nhằm phát hiện và đánh giá mức độ chứa nguyên tố phóng xạ của đất đá. Tại Việt Nam các cơ sở thăm dò địa chất đang sử dụng:
- Trên mặt đất, phần lớn là các máy đo chế tạo trong nước như Máy đo xạ tổng SRP6801NC Lưu trữ ngày 14 tháng 2 năm 2015 tại Wayback Machine.
- Trong địa vật lý hố khoan thì sử dụng đầu đo hố khoan như Mount Sopris QL40-GR – Natural Gamma (Mỹ).

### Đo phổ gamma tự nhiên
Đo phổ gamma tự nhiên nhằm trực tiếp phát hiện và đánh giá mức độ chứa nguyên tố phóng xạ Kali, Urani, Thori của đất đá. Các máy phân tích phổ gamma dùng trong thăm dò có bố trí các cửa sổ phổ ứng với chúng:
- Kali: đỉnh năng lượng đặc trưng 1,46 MeV của 40K, cửa sổ 1,37 - 1,57 MeV.
- Urani: đỉnh năng lượng đặc trưng 1,76 MeV của 214Bi, cửa sổ 1.66 - 1.86 MeV.
- Thori: đỉnh năng lượng đặc trưng 2,62 MeV của 208Tl, cửa sổ 2,4 - 2,8 MeV.
- Kênh đo tổng: 0,4 - 2,8 MeV.

Kết quả hiển thị ở dạng xung đếm được cũng như trị số hàm lượng quy ước.
Trong Địa vật lý máy bay, đo phổ gamma là thành phần chủ chốt trong đo tìm kiếm chi tiết. Thiết bị được đặt máy bay cánh cố định hoặc trực thăng, bay đo chậm ở độ cao không quá 75 m so với mặt đất. Tại Việt Nam, ngành Địa chất sử dụng máy đo phổ gamma máy bay Scintrex GAD-6 Lưu trữ ngày 29 tháng 11 năm 2014 tại Wayback Machine (Canada) đã từ năm 1976 và đến nay vẫn đang hoạt động.
Trong Địa vật lý biển đo phổ cũng là thành phần chủ chốt khảo sát ở vùng gần bờ, trong đó đầu thu thả xuống đáy nước. Tại Việt Nam, Trung tâm Điều tra Tài nguyên - Môi trường Biển đang sử dụng sản phẩm do họ liên kết chế tạo trong nước là Máy xạ phổ đáy biển GA4K Lưu trữ ngày 7 tháng 1 năm 2015 tại Wayback Machine.
Đo trên mặt đất, trong hầm lò, trong hố khoan thì thực hiện tại nơi đã có triển vọng khoáng sản tương ứng.
Trong địa vật lý hố khoan thì dùng đầu đo phổ gamma hố khoan, ví dụ đầu đo Mount Sopris QL40-SGR Spectral Gamma.
Để kết quả thu được chính xác, hệ thống đo phải được định kỳ Kiểm chuẩn hệ số hàm lượng. Thủ tục của nó là đặt đầu đo vào khoang đo của 4 mẫu chuẩn có hàm lượng nguyên tố được xác định với độ chính xác cao hơn: mẫu Phông (không phóng xạ), mẫu Kali, mẫu Urani, mẫu Thori, sau đó giải phương trình quan hệ bức xạ ra hệ số hàm lượng.
Tại Việt Nam có bố trí Trạm kiểm chuẩn ở xã Tân Vinh, huyện Lương Sơn, tỉnh Hòa Bình.

### Đo gamma-gamma
Đo gamma-gamma thường gọi là đo Đo mật độ hố khoan (Density log), thực hiện trong hố khoan, trong đó dùng nguồn tia gamma chiếu vào đất đá, rồi đo gamma ở các khoảng cách đến nguồn khác nhau. Các đất đá có mật độ cao thì tán xạ gamma mạnh hơn. Phương pháp này dùng cho đo mật độ đất đá quanh hố khoan.
Đo đạc thực hiện với đầu đo hố khoan, ví dụ đầu đo QL40-DEN Compensated Dual Density – Caliper. Máy sử dụng các hệ số phân cỡ (Calibration) để tính và hiện kết quả trực tiếp là g/cm³.
Nguồn chiếu thường dùng là 137Cs. Độ chính xác đo mật độ phụ thuộc cường độ nguồn chiếu. Các nguồn dưới 20 mCurie cho kết quả định tính, nguồn 100 mCurie trở lên cho kết quả định lượng tốt hơn.
Tương ứng với mẫu chiếu sử dụng thì định kỳ phải thực hiện chuẩn hệ số phân cỡ, bằng cách đo với bộ mẫu chuẩn mật độ có trong thành phần của bộ máy.

### Đo hơi Radon
Đo hơi Radon thực hiện trong lỗ choòng, trên mặt đất, mặt nước,... trong đó dùng bơm hút một thể tích khí nhất định, đưa vào một buồng hấp thụ, sau đó đo hoạt độ alpha của buồng. Đo hơi radon trong lỗ choòng được dùng cho xác định đứt gãy sâu đang hoạt động, do khí radon từ magma theo đứt gãy lên mặt đất, và hiện ra dị thường hàm lượng radon cao. Các đứt gãy yên tĩnh thì khe nứt bị lấp, nên mức dẫn radon thấp.
Đo radon còn thực hiện trong khảo sát môi trường, xác định mức độ ô nhiễm radon tích tụ trong đất, nước hoặc trong nhà ở từ vật liệu xây dựng như đá granit, mà với hàm lượng tích tụ vượt ngưỡng sẽ gây ra ung thư phổi.
Tại Việt Nam đang dùng phổ biến là Máy đo hơi Radon Durridge RAD7 (Mỹ).

## Đối tượng nghiên cứu
- Thạch quyển
- Thủy quyển